# ديفيد جاف
ديفيد جاف (بالإنجليزية: David Jaffe)‏ هو مصمم ألعاب فيديو أمريكي ولد عام 1973 في برمنغهام، ألاباما. أشهر ألعابه : غود أوف وور.

## حياته
ولد في مدينة برمنغهام، ألاباما، ويقيم حاليا في سان دييغو، كاليفورنيا، ينتمي لعائلة يهودية، عرف بأشهر اعماله وهي إخراج لعبة فيديو تويستد ميتال (لعبة فيديو) وإله الحرب (لعبة فيديو) في وكلاهما اخيرتا من ضمن افضل 25 لعبة فيديو لجهاز سوني بلاي ستايشن 2 حسب موقع آي جي إن.

## الأعمال
- Twisted Metal (2011) (بلاي ستيشن 3)
- Twisted Metal: Head-On (2008) (بلاي ستيشن 2)
- Calling All Cars! (2007) (بلاي ستيشن 3)
- God of War II (2007) (بلاي ستيشن 2)
- God of War (2005) (بلاي ستيشن 2)
- Kinetica (2001) (بلاي ستيشن 2)
- Twisted Metal: Black (2001) (بلاي ستيشن 2)
- Twisted Metal 2 (1996) (بلاي ستيشن)
- Twisted Metal (1995) (بلاي ستيشن)
- Mickey Mania (1994) (سوبر نينتندو إنترتينمنت سيستم/ميجا درايف//ميجا سي دي)

## وصلات خارجية
- David Jaffe's blog
- قالب:Moby developer
- David Jaffe's Giant Bomb Page
- Business Week
- Wired.com
- ديفيد جاف على موقع IMDb (الإنجليزية)